# 北固山
北固山位于江苏省镇江市区东北、长江南岸:36，主峰海拔高程55.2米，北临长江，山势险固，故名北固，号称“京口第一山”。
北固山自南向北由前峰、中峰、后峰三部分组成。后峰又称北锋，顶部缓平，南腰有二层平台，海拔约55.6米，甘露寺即建于后峰:36。甘露寺背后的多景楼又称北固楼，因有米芾题书的“天下江山第一楼”的匾额而知名。中峰顶平，东腰为二层平台，海拔约35.3米。两峰南北长约500余米，之间有长岗相连。前峰又称南峰、正峰。古时，前峰与中峰有土岗相连，现被东吴路从中隔断。前峰平面略近椭圆状，南部稍宽，北高南低。北部为镇江市烈士陵园，南部为鼓楼新村居民点，亦是铁瓮城所在:36。

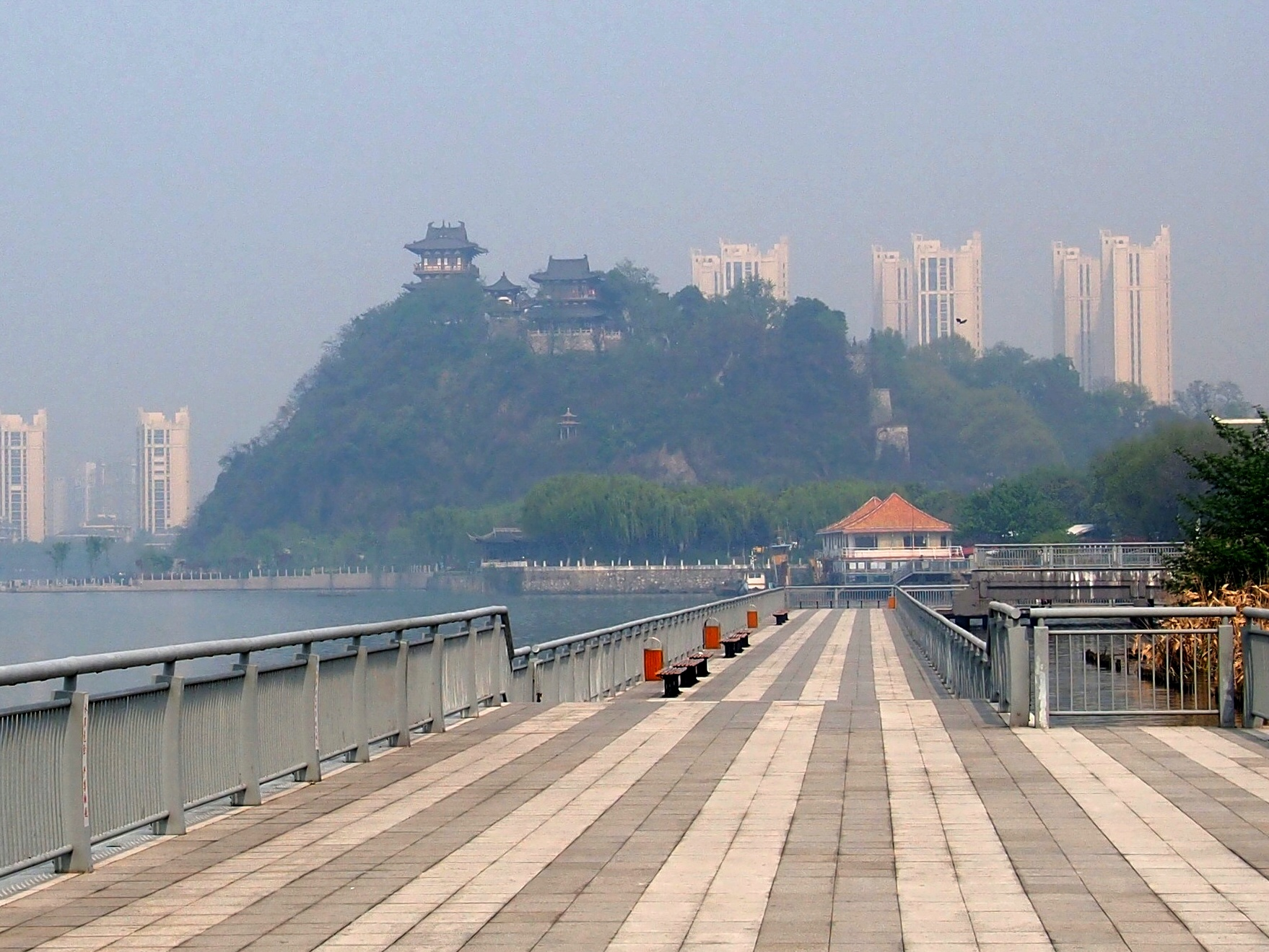
北固山山體位於長江岸
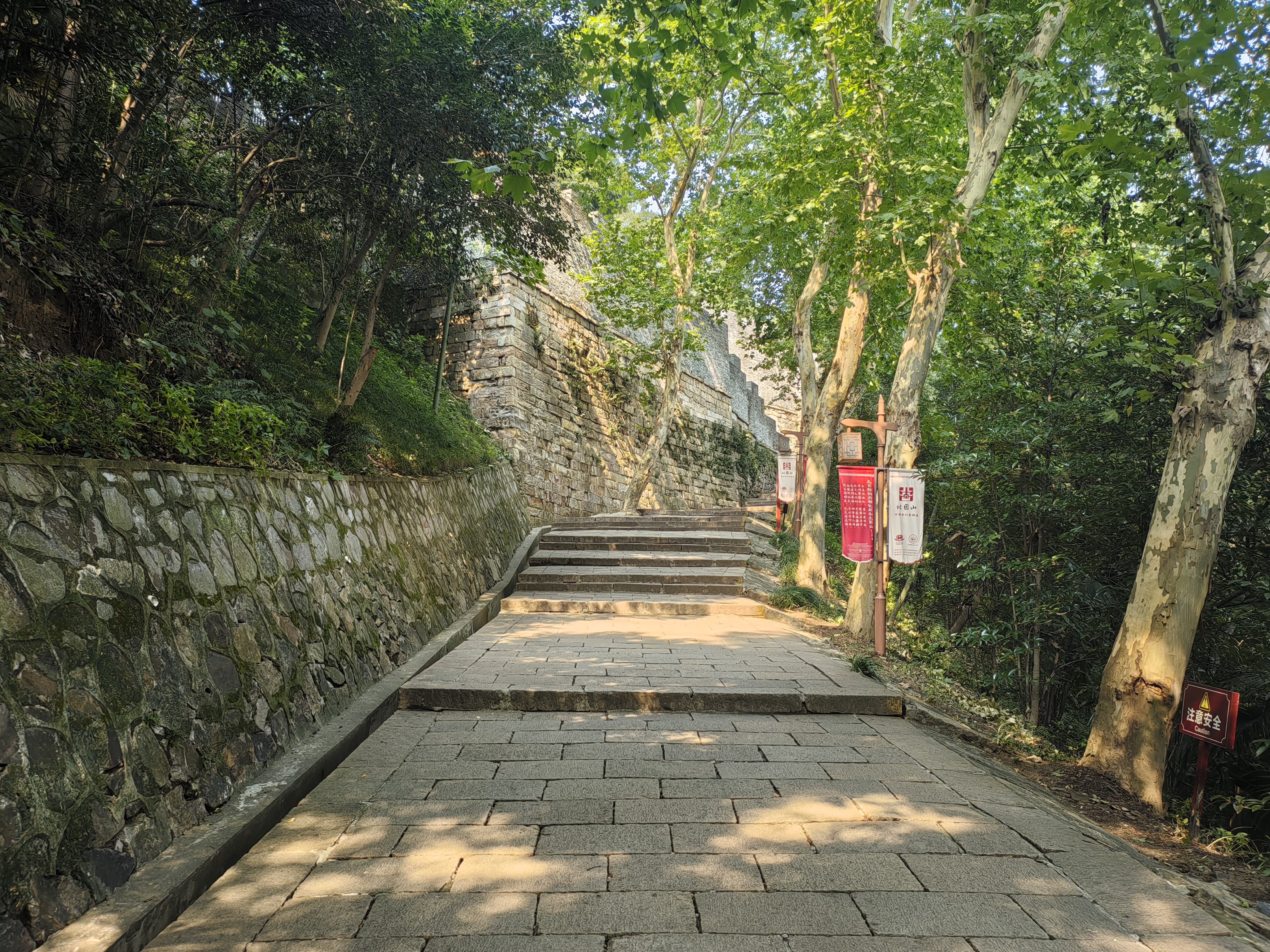
東吳古道
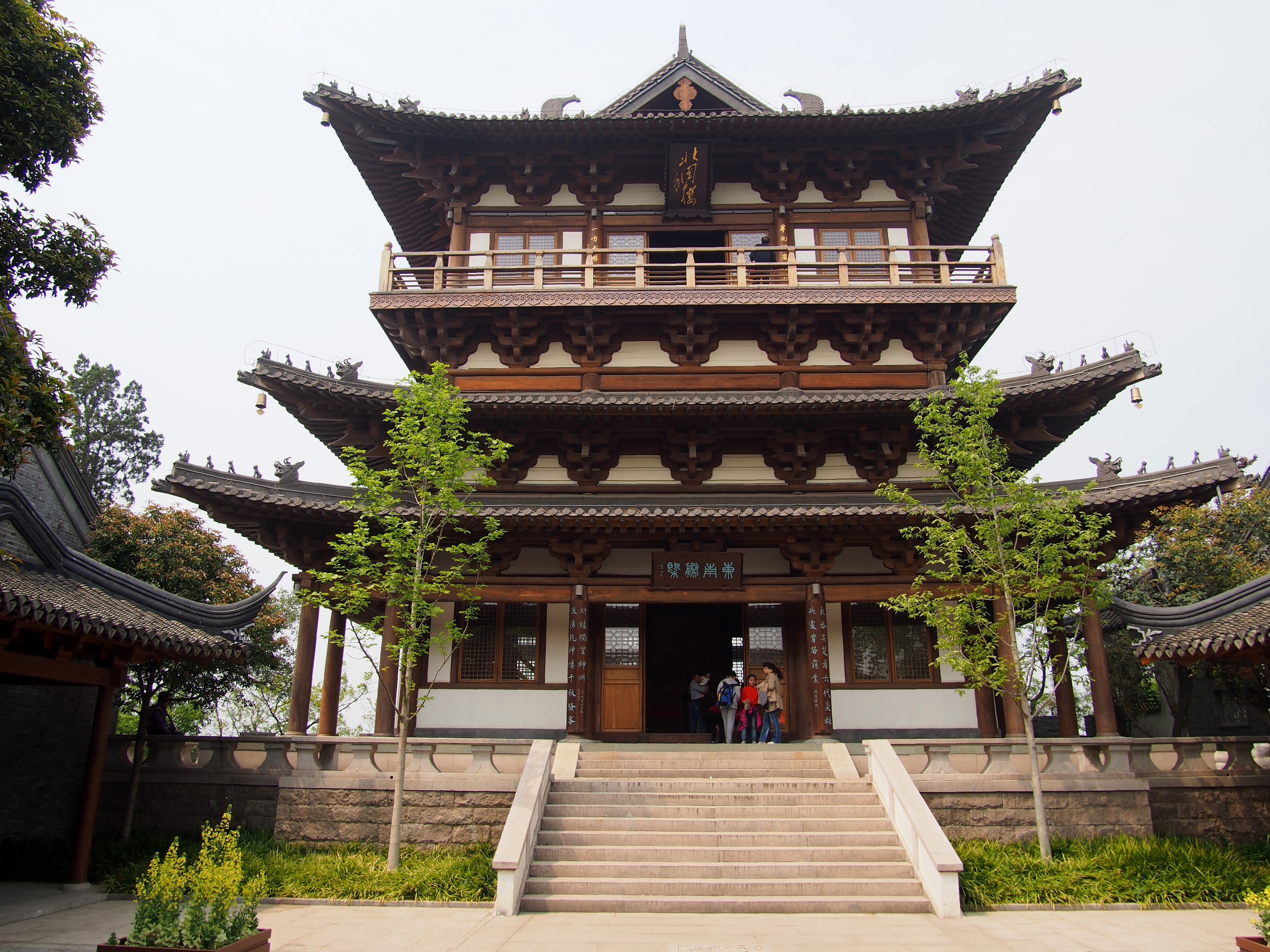
北固樓正面
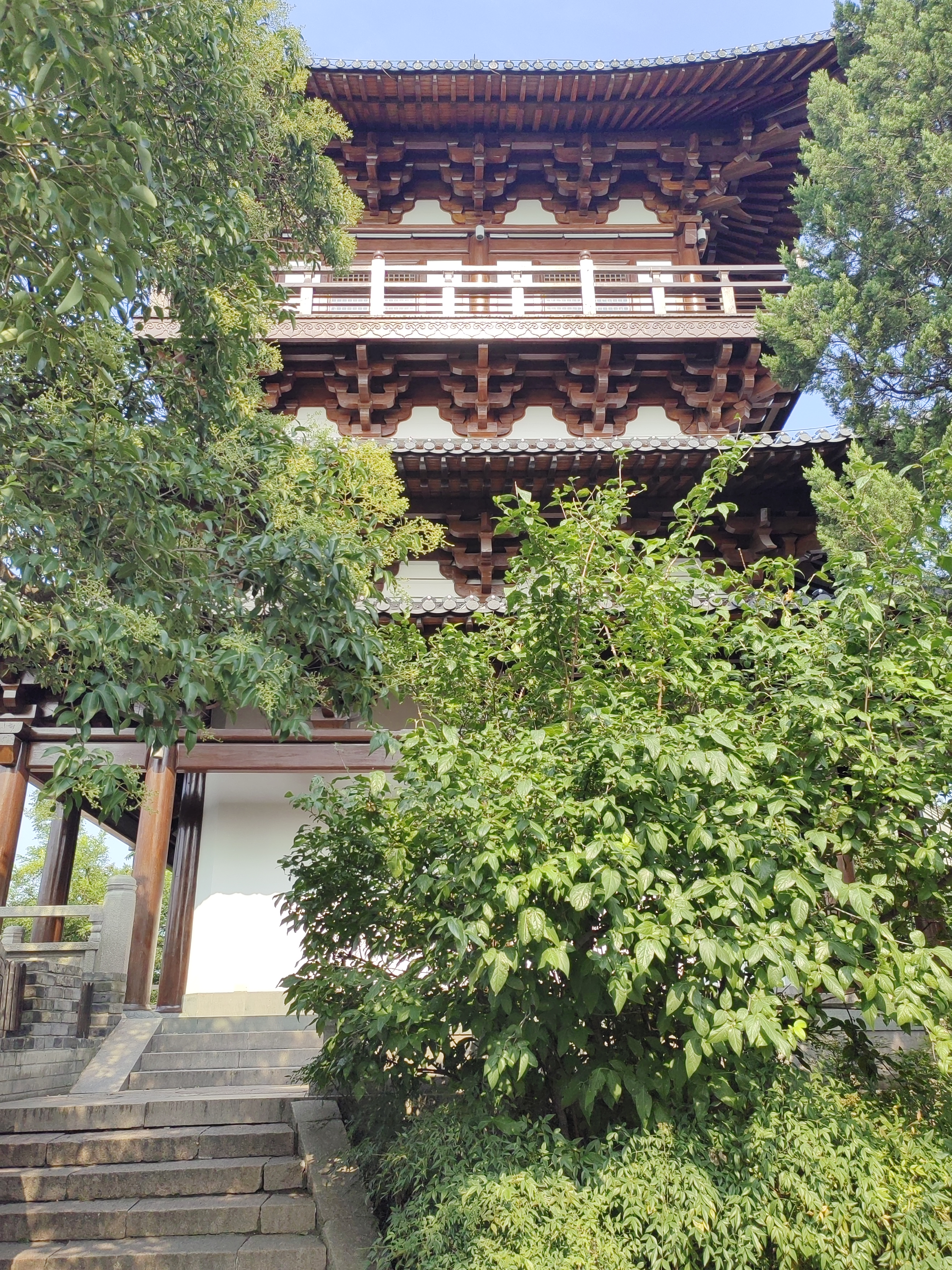
北固樓側面

## 延伸阅读
[在维基数据编辑]
 《欽定古今圖書集成·方輿彙編·山川典·北固山部》，出自陈梦雷《古今圖書集成》